# Schanzenbrot
Das Schanzenbrot ist ein Sauerteigbrot aus Roggenmehl, welches in einem Backes (einem Steinbackofen im Backhaus eines Dorfes) gebacken wird. Noch heute sind viele Backes in Dörfern erhalten, und der Steinbackofen wird vorher mit so genannten Schanzen angeheizt. Das sind fest zusammengebundene Bündel dünner Birken-, Eichen- oder Haselnussreiser, die im Hauberg anfallen.